# Redbird Smith
Redbird Smith (Fort Smith, Arkansas, 1850-1918) fou un líder religiós cherokee. Era fill de Pig Redbird Smith, un líder conservador keetoowah president del parlament cherokee el 1867. Ell mateix fou membre del parlament el 1890. Creà diverses associacions per a oposar-se a l'Allotment act. El 1896 va reviure velles danses religioses cherokee amb els seus partidaris, i el 1902 reactivà els focs sagrats cherokee (22 el 1906). El 1906 fou arrestat per les autoritats, però aconseguí consolidar el seu moviment religiós.